# Garra mullya
Garra mullya är en fiskart som först beskrevs av Sykes, 1839.  Garra mullya ingår i släktet Garra och familjen karpfiskar. IUCN kategoriserar arten globalt som livskraftig. Inga underarter finns listade i Catalogue of Life.